# 穆克塔迪爾
穆克塔迪爾（阿拉伯语：‎，al-Muqtadir，895年11月13日—932年10月31日）是阿拔斯王朝的第十八代哈里发，穆阿台迪德之子，曾兩次在位。
908年他的兄長穆克塔菲去世，年僅十三歲的穆克塔迪爾即位為哈里發。穆克塔迪爾與將領穆尼斯·穆贊法爾不合，結果穆尼斯在929年擁立穆克塔迪爾的弟弟卡希爾即位；即使穆克塔迪爾在短短幾天後復任哈里發，穆尼斯在這之後掌管了阿拔斯王朝的實質權力。932年穆克塔迪爾起兵反抗穆尼斯，結果在衝突中戰死。穆尼斯隨後扶立卡希爾再次即位，僅僅一年後（933年）穆尼斯被卡希爾處決。